# Municipio de Gladden
El municipio de Gladden (en inglés: Gladden Township) es un municipio ubicado en el condado de Dent en el estado estadounidense de Misuri. En el año 2010 tenía una población de 459 habitantes y una densidad poblacional de 3,25 personas por km².

## Geografía
El municipio de Gladden se encuentra ubicado en las coordenadas 37°27′53″N 91°30′19″O / 37.46472, -91.50528. Según la Oficina del Censo de los Estados Unidos, el municipio tiene una superficie total de 141.16 km², de la cual 141,12 km² corresponden a tierra firme y (0,03 %) 0,04 km² es agua.

## Demografía
Según el censo de 2010, había 459 personas residiendo en el municipio de Gladden. La densidad de población era de 3,25 hab./km². De los 459 habitantes, el municipio de Gladden estaba compuesto por el 97,17 % blancos, el 0,44 % eran afroamericanos, el 1,53 % eran amerindios, el 0,44 % eran asiáticos y el 0,44 % eran de una mezcla de razas. Del total de la población el 0,87 % eran hispanos o latinos de cualquier raza.